# FLII
FLII‏ (FLII, actin remodeling protein) هوَ بروتين يُشَفر بواسطة جين FLII في الإنسان.